# Stenamma brujita
Stenamma brujita (лат.) — вид мелких муравьёв рода Stenamma из подсемейства Myrmicinae (Formicidae). Центральная Америка: Мексика, Гватемала, Гондурас.

## Описание
Мелкие муравьи, длина около 3 мм. Общая окраска тела (головы, груди и брюшка) чёрная или буроватая. Придатки светлее (от чёрно-коричневого до оранжево-коричневого). Голова и мезосома покрыты грубыми морщинками; брюшко блестящее. Длина головы рабочего (HL) 0,90—1,20 мм (ширина головы, HW — 0,77—1,15 мм). Длина скапуса усиков рабочего (SL) — 0,75—1,01 мм. Головной индекс (CI=HW/HL × 100) — 85—96, Индекс скапуса (SI=SL/HW × 100.) — 85—91. Усики 12-члениковые (булава из 4 сегментов). Глаза мелкие (до 10 омматидиев в самой широкой линии) расположены в переднебоковых частях головы. Жвалы с 6 зубцами (из них 4 апикальных). Клипеус в передней части с 2—4 мелкими тупыми выступами — зубцами. Стебелёк между грудкой и брюшком состоит из двух сегментов (петиоль + постпетиоль). Встречаются в тропических низинных и горных облачных лесах на высотах от 200 до 1800 м. Вид Stenamma brujita близок к видам Stenamma zelum, но отличается крупными размерами и мелкими глазами, грубой скульптурой головы и груди, округлой формой головы, более длинными проподеальными шипиками. Вид был впервые описан в 2013 году американским мирмекологом Майклом Бранштеттером (Michael G. Branstetter; Department of Entomology, Калифорнийский университет в Дэвисе и Национальный музей естественной истории, Смитсоновский институт, Вашингтон, DC, США).